# Cystinstein
Cystinsteine, auch Zystinsteine, sind eine seltene Form von Nieren- bzw. Harnsteinen. Sie machen beim Menschen etwa 0,5 % aller Harnsteine aus. Auch bei Haushunden und Hauskatzen treten Cystinsteine auf.
Cystinsteine sind meistens rundlich oder auch ausgussförmig dem Nierenbecken angepasst, haben eine wachsartige Oberfläche und ähneln Milchglas. Farblich sind sie aber eher gelblich.

## Entstehung und Vorkommen
Die Bildung von Cystinsteinen beruht auf einer vererbten seltenen Stoffwechselerkrankung, der Cystinurie. Das Lebenszeitrisiko für die Steinbildung liegt bei über 50 %. Bei Männern verläuft Cystinurie eher aggressiver. Steinbildung im Alter von unter drei Jahren ist bei Jungen häufiger. Die Erkrankung wird autosomal-rezessiv vererbt. Auch bei Hunden sind 98 % der Patienten Rüden, während bei der Hauskatze vermehrt weibliche Tiere betroffen sind.
Beim Menschen sind zwei Typen von Cystinurie-Genen beschrieben: ein Defekt auf Gen SLCA1 auf dem Chromosom 2 sowie auf Gen SLC7A9 auf dem Chromosom 19. Diese Gendefekte sind auch bei Englischen und Französischen Bulldoggen beschrieben, während bei anderen Hunderassen offenbar andere Gene beteiligt sind. Zu den außerdem betroffenen Rassen gehören Dackel, Chihuahua, Mastiff, Bullmastiff, American Staffordshire Terrier, Irish Terrier, Münsterländer und Neufundländer. Bei Katzen machen Cystinsteine etwa 0,6 % der Steine aus, der Erbgang ist unbekannt.
Bei der Cystinurie ist die Rückresorption der dibasischen Aminosäuren Arginin, Lysin, Ornithin sowie von Cystin im proximalen Nierenkanälchen gestört. Während sich erstere unter physiologischen (sauren) Bedingungen im Urin auflösen, ist Cystin im Harnmilieu schwer löslich. In der Folge kommt es zur Auskristallisation und zur Entstehung von Cystinsteinen. Bei Hunden werden zusätzlich auch die Aminosäuren Citrullin, Taurin, Threonin, Cystathionin, Glutamin und Glutaminsäure, manchmal auch Carnitin vermehrt ausgeschieden.

## Diagnostik
Zur Diagnose von Harnsteinen werden bildgebende Verfahren eingesetzt, allen voran die Ultraschalluntersuchung. Die Bildgebung kann auch Hinweise auf die Zusammensetzung eines Steins liefern. Bei entnommenen bzw. ausgeschiedenen Steinen kann die Zusammensetzung durch analytische Verfahren wie Infrarotspektroskopie, Röntgendiffraktionsanalyse sowie Polarisationsmikroskopie erfolgen. Die Untersuchung des Urins gibt Aufschluss über das Vorliegen einer Cystinurie – die Konzentrationen von Cystin ist dann im Urin deutlich erhöht.
Bei Hunden und Katzen mit Cystinurie lassen sich im Urinsediment charakteristische sechseckige Kristalle nachweisen, Cystin kann auch quantitativ im Harn bestimmt werden. Da die Cystinstein nur schwach röntgendicht sind, können kleinere Steine im Röntgenbild übersehen werden. Sensitiver sind die Sonografie oder die Doppelkontrastzystographie.

## Behandlung
Aufgrund des inneren Aufbaus der Steinstruktur können Cystinsteine sehr schlecht bis überhaupt nicht mit Hilfe von Zertrümmerungstechniken wie z. B. der Stoßwellentherapie ESWL behandelt werden. In der Regel muss operativ vorgegangen werden, um die Steine zu entfernen:
- Perkutane Nephrolitholapaxie (PCNL) – mit einer Punktionsnadel wird ein dünner Kanal von außen zur Niere gebohrt. Durch den Kanal wird ein optisches Instrument eingeführt, die Nierensteine werden zerkleinert und entfernt. Das Verfahren wird besonders bei großen Steinen über 2 cm Durchmesser angewandt.[1]
- Ureterorenoskopie (URS) – diese operative Methode wird vornehmlich bei Steinen bis 2 cm Durchmesser in sämtlichen Lokalisationen des Harntraktes eingesetzt.[1] Ein starres bzw. flexibles, dünnes Rohr wird mit einem optischen Instrument (ähnlich wie bei einer Blasenspiegelung) über die Harnröhre in die Blase und weiter in den Harnleiter eingeführt. Über den Arbeitskanal des optischen Instruments lassen sich unterschiedliche Geräte zur Zertrümmerung und Entfernung der Harnleitersteine einführen. Dies können Ultraschall-, Laser-, spezielle Sonden oder Zangen sein. Manchmal wird dabei auch ein Katheter als Platzhalter (Stent oder Harnleiterschiene) für einige Tage im Harnleiter belassen, um den natürlichen Abgang weiterer Steinfragmente zu erleichtern.[7]
- Schlingenextraktion – Wegen der hohen Verletzungsgefahr wird sie heute nur noch in Ausnahmefällen durchgeführt. Über die Harnröhre wird eine Schlinge eingeführt und der Arzt versucht, den Stein herauszuziehen. In den EU-Richtlinien wird diese Art der Behandlung nicht mehr erwähnt, da die Verletzungsgefahr des Harnleiters durch scharfkantige Steine relativ hoch ist.

Als letzte Möglichkeit muss der Stein durch eine offene Operation entfernt werden.
Bei Hunden und Katzen kann versucht werden, den Stein mittels einer Diät aufzulösen. Hierzu wird Methionin oder generell Protein im Futter reduziert (hierzu gibt es kommerzielle Futtermittel), die Harnausscheidung erhöht und der Harn mit Kaliumcitrat alkalisiert. Durch die Gabe von Tiopronin oder D-Penicillamin entstehen gut lösliche Disulfide des Cysteins. Durch Gabe von Ascorbinsäure wird Cystin zu Cystein reduziert, da diese den Urin ansäuert, ist eine zusätzliche Alkalisierung zwingend erforderlich. Zudem erhöht sich das Risiko der Entstehung von Oxalatsteinen. Führen diätetische Maßnahmen nicht zur Steinauflösung oder liegt ein akuter Verschluss der Harnwege vor, wird der Stein operativ entfernt.

## Prophylaxe
Die Grunderkrankung Cystinurie sollte möglichst effektiv kontrolliert werden. Die Deutsche Gesellschaft für Urologie und die European Association of Urology empfehlen in ihren Leitlinien eine ausreichend hohe sowie gleichmäßige Flüssigkeitsaufnahme über 24 Stunden. Die Urinmenge sollte bei Erwachsenen mindestens 3,5 Liter betragen. Für Kinder gilt eine Trinkmenge von mindestens 1,5 l/m2 Körperoberfläche als Richtwert.
Zusätzlich sollten Personen mit Cystinurie eine Alkalisierungstherapie mit Alkalizitraten oder Natriumbikarbonat erhalten, da die Löslichkeit des Cystins im Urin dadurch stark ansteigt. Die einzunehmende Dosis richtet sich dabei nach dem pH-Wert des Patienten-Urins, Ziel ist ein Wert von deutlich über 7,5.
Reichen diese Maßnahmen nicht aus, um eine wiederkehrende Bildung von Cystinsteinen zu verhindern, oder überschreitet die Cystinausscheidung einen Grenzwert von 3 mmol pro Tag, ist die medikamentöse Therapie mit einem Komplexbildner empfehlenswert: Der Wirkstoff Tiopronin bindet Cystin in einem gut löslichen Cystein-Tiopronin-Komplex. Studien zeigen, dass das Risiko einer Steinbildung hierbei um 60 % und die Anzahl notwendiger chirurgischer Eingriffe um 72 % gesenkt werden kann. Die Dosierung variiert dabei nach Alter und Körpergewicht – bereits Kinder ab einem Alter von ein bis zwei Jahren können behandelt werden.
Bei Hunden und Katzen werden die unter dem Abschnitt Therapie beschriebenen diätetischen Maßnahmen auch zur Prophylaxe eingesetzt. Zudem sollte der Urin durch regelmäßige Unrinuntersuchungen kontrolliert werden.